# Juan Boscán

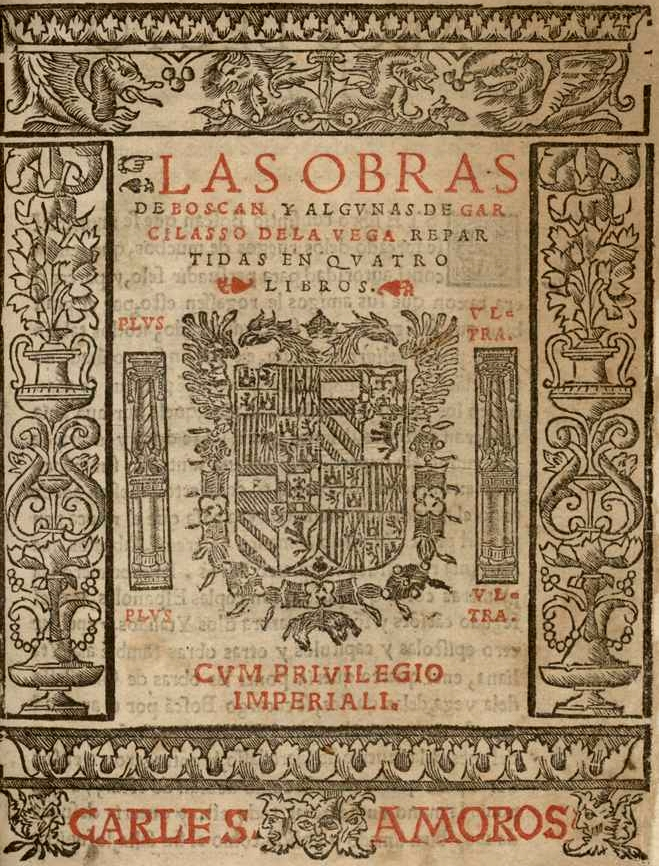
Portada de Las obras de Boscán y algunas de Garcilaso de la Vega repartidas en cuatro libros, Barcelona, Carlos Amorós, 1543.

Juan Boscán Almogáver o Almogávar (Barcelona, 1487-íd., 21 de septiembre de 1542) fue un poeta y traductor español del Renacimiento. Es conocido fundamentalmente por haber introducido la métrica italianizante (el endecasílabo y diversas estrofas como la octava rima, el terceto y el soneto), así como el petrarquismo en la poesía en castellano junto con Garcilaso de la Vega. Además, tradujo al español El Cortesano de Baltasar Castiglione.

## Biografía
De familia noble (Joan Valentí Boscán, oidor de cuentas y atarazanero de la Generalitat, y Violant Almogáver), tuvo dos hermanas, Violante y Leonor. Sus antepasados eran procastellanos y apoyaron en la primera mitad del siglo XV al rey Juan II, por lo que fue llevado a la corte de los Reyes Católicos, Isabel I de Castilla y Fernando II de Aragón, formando parte del séquito de este último al menos desde 1506, y allí recibió una excelente formación por parte del humanista italiano Lucio Marineo Sículo, quien en sus obras escribió que era su discípulo más adelantado:
Siempre te amé mucho, Boscán mío, no solo por la nobleza de tu linaje y por el grande ingenio de que estás dotado, sino porque a ninguno he visto adornado de mayores virtudes y más dedicado al estudio excelente de las buenas letras.
En efecto, llegó a ser un gran helenista y latinista y se rastrea en su obra la huella de Horacio, Virgilio, Ovidio, Museo el Gramático e incluso la Ifigenia de Eurípides, que al parecer tradujo y no se ha conservado hasta hoy. Igualmente aprendió la lengua castellana como un natural, de tal suerte, que incluso Marcelino Menéndez Pelayo notó en su prosa solo italianismos y ningún catalanismo. Sirvió luego en la corte del emperador Carlos V y a Fadrique Álvarez de Toledo, II.° duque de Alba, quien le encomendó ser ayo y preceptor de su nieto y sucesor en el título, Fernando Álvarez de Toledo y Pimentel; por entonces compone numerosa lírica cancioneril, de la que se hace eco el malicioso bufón Francesillo de Zúñiga, y conoce en la corte a otro gran poeta amigo suyo, Diego Hurtado de Mendoza; este le dirigió una epístola en verso que Boscán contestó con otra, muy alabada por la crítica, que describe su vida equilibrada con un regusto horaciano. En 1522 tomó parte como soldado, junto a su amigo, el caballero toledano y también poeta Garcilaso de la Vega, en el intento del prior de San Juan Diego de Toledo de liberar a la isla de Rodas del asedio otomano de Solimán el Magnífico; así lo atestigua la mención de su nombre en el Carlo famoso (Valencia, 1566), una crónica en verso dodecasílabo de Luis Zapata de Chaves sobre los últimos años de Carlos I; pero, contrariamente a lo que se supone, Menéndez Pelayo atestigua que ni siquiera llegaron estas tropas a Rodas, cuyo cerco duró desde el 28 de julio de 1522 hasta que cayó en el poder de los turcos el 1 de enero de 1523. Por su parte, en su Égloga II.ª, Garcilaso lo describirá como «lleno de un sabio, honesto y dulce afecto... / un hombre perfecto en la alta parte / de la difícil arte cortesana, / maestra de la humana y dulce vida». En 1529 los documentos hablan de que estuvo a punto de casarse con una tal Isabel Malla; en 1532 se encuentra en la defensa de Viena. En 1536 muere su compañero de lanza y pluma, Garcilaso, y le dedica su soneto CXXIX:
Garcilaso, que al bien siempre aspiraste / y siempre con tal fuerza le seguiste, / que a pocos pasos que tras él corriste, / en todo enteramente le alcanzaste, / dime: ¿por qué tras ti no me llevaste / cuando de esta mortal tierra partiste?, / ¿por qué, al subir a lo alto que subiste, / acá en esta bajeza me dejaste? / Bien pienso yo que, si poder tuvieras / de mudar algo lo que está ordenado, / en tal caso de mí no te olvidaras: / que o quisieras honrarme con tu lado / o a lo menos de mí te despidieras; / o, si esto no, después por mí tornaras
Marcelino Menéndez Pelayo niega que el nombre de Nemoroso en las églogas de Garcilaso encubra a su amigo Boscán, como creía Luis Zapata de Chaves. Por fin el caballero catalán se casa en 1539 con una culta dama valenciana, Ana Girón de Rebolledo, de la que tendrá tres hijas, Violante, Mariana y Beatriz; en su Epístola a Mendoza declara que con ella encontró la felicidad.
Es muy posible que el aprecio que Boscán sentía por la obra del poeta Ausiàs March (valenciano, como su querida mujer) le fuera transmitido a Garcilaso, ya que hay reminiscencias del poeta levantino en algunas de las composiciones del poeta toledano, aunque desde luego no son tantas como en las de otro amigo de Boscán, Gutierre de Cetina. En 1526 viajó a Granada con motivo de la boda del emperador con Isabel de Portugal, y durante su estancia allí conoció al nuncio del papa Clemente VII, el escritor Baltasar Castiglione, y al embajador de Venecia Andrea Navagero, con quien conversando en los jardines del Generalife fue convencido de que cultivase la poesía castellana en métrica toscana. 
Boscán, que había cultivado con anterioridad la conceptuosa y cortesana lírica cancioneril, introdujo el verso endecasílabo (en lo que tuvo más fortuna y corrección que su antecesor don Íñigo López de Mendoza, marqués de Santillana, con sus 42 sonetos fechos al itálico modo) y las estrofas italianas (soneto, octava real, terceto encadenado y la canción en estancias), así como el poema en endecasílabos blancos y los motivos y estructuras del Petrarquismo en la poesía castellana. Y, como contó él mismo, convenció de esta novedad también a sus amigos Garcilaso de la Vega y Diego Hurtado de Mendoza; es más, escribió el manifiesto de la nueva estética italianizante del Renacimiento en la siguiente epístola, incluida como prólogo en uno de sus volúmenes de poesías:

Estando un día en Granada con el Navagero, tratando con él en cosas de ingenio y de letras, me dijo por qué no probaba en lengua castellana sonetos y otras artes de trovas usadas por los buenos autores de Italia: y no solamente me lo dijo así livianamente, mas aún me rogó que lo hiciere... Así comencé a tentar este género de verso, en el cual hallé alguna dificultad por ser muy artificioso y tener muchas particularidades diferentes del nuestro. Pero fui poco a poco metiéndome con calor en ello. Mas esto no bastara a hacerme pasar muy adelante, si Garcilaso, con su juicio -el cual, no solamente en mi opinión, más en la de todo el mundo ha sido tenido por cosa cierta- no me confirmara en esta mi demanda. Y así, alabándome muchas veces este propósito y acabándome de aprobar con su ejemplo, porque quiso él también llevar este camino, al cabo me hizo ocupar mis ratos en esto más fundadamente.
Epístola nuncupatoria de Juan Boscán a la duquesa de Soma

Otros caballeros, sin embargo, tenían un concepto más nacionalista del Renacimiento, como por ejemplo Cristóbal de Castillejo, e hicieron ver amablemente su disconformidad en sátiras contra el nuevo estilo. La novedad del endecasílabo, sin embargo, arraigó al lado del octosílabo como el verso más usado en la lírica española y desde entonces el dodecasílabo, con un ritmo machacón y menos flexible que el del endecasílabo, fue arrinconado y preterido en favor del endecasílabo cuando había que tratar temas importantes. La poesía castellana quedó así enriquecida con nuevos versos, estrofas, temas, tonos y recursos expresivos. Además, el poema Hero y Leandro de Boscán fue el primero en tratar temas legendarios y mitológicos clásicos en la nueva métrica. Por otra parte, su Epístola a Mendoza introduce en España el modelo de la epístola moral como un género poético imitado de Horacio, donde se expone el ideal del sabio estoico con su prudente moderación y equilibrio.
Aparte de su primera lírica cancioneril y de un amplio cancionero petrarquista en los nuevos metros italianos, Boscán demostró su dominio del castellano traduciendo Il libro del cortegiano (1528) del humanista italiano Baltasar Castiglione con el título de El Cortesano (1534) en una modélica prosa renacentista. El ejemplar se lo había enviado Garcilaso de La vega, como cuenta en la carta nuncupatoria preliminar "A Gerónima Palova de Almogávar", a la que sigue una del propio Garcilaso. En 1539 abandonó la Corte y se estableció en Barcelona, donde preparó la edición de las obras de su amigo Garcilaso de la Vega junto a las suyas. Pero, en 1542, a su vuelta de un viaje a Perpiñán en compañía de su familia y del tercer duque de Alba, enfermó gravemente y falleció en Barcelona el 21 de septiembre de 1542, dejando sin terminar la edición, por lo que su viuda, Ana Girón de Rebolledo, la acabó e imprimió en 1543 en el taller de Carlos Amorós, en Barcelona, con el título Las obras de Boscán con algunas de Garcilaso de la Vega. Esta obra abarca cuatro libros, de los cuales los tres primeros contienen las obras de Boscán y el cuarto las de Garcilaso. En 1546, Alonso Mudarra ya había compuesto música para vihuela con letra de poemas de uno y otro, al tiempo que el poeta Juan de Quirós, maestro de Benito Arias Montano, imitaba su estilo y el inicio del poema Leandro en su Cristopatía.
Marcelino Menéndez Pelayo cuenta 21 ediciones antiguas de sus obras, pese a lo cual, afirma, no fue poeta acreditado en el siglo XIX, pues Manuel José Quintana no lo incluyó en su famosa antología, ni tampoco aparece en la no menos célebre Biblioteca de Autores Españoles; sin embargo, en el siglo XIX hizo una edición notable el hispanista estadounidense William I. Knapp (1875) y modernamente se le ha editado y revalorizado como merece.

## Obras
- Los cuatro libros del Cortesano, compuestos en italiano por el conde Baltasar Castellón y agora nuevamente traducidos en lengua castellana por Boscán, Barcelona, Pedro Mompezat, 1534 (El cortesano, ed. de A. M. Fabié, Madrid, Librería de los Bibliófilos, 1873; ed. de A. F. de Avilés, Madrid, Compañía Iberoamericana de Publicaciones, 1930; ed. de Ángel González Palencia, Madrid, Consejo Superior de Investigaciones Científicas [CSIC], 1942; ed. de T. Suero Roca, Barcelona, Bruguera, 1972; ed. de Rogelio Reyes Cano, Madrid, Espasa Calpe, 1984; ed de M. Pozzi, Barcelona, Planeta, 1994)
- Las obras de Boscán y algunas de Garcilaso repartidas en cuatro libros, Barcelona, Carles Amorós, 20 de marzo de 1543 (no se incluyen las de Juan Boscán en Poetas líricos de los siglos XVI y XVII, Madrid, Biblioteca de Autores Españoles, 1854); Cancionero y Romancero Sagrados, Madrid, Biblioteca de Autores Españoles, 1872; Garcilaso y Boscán, Obras poéticas, ed. de Enrique Díez-Canedo, Madrid, Calleja, 1917; J. Boscán, Obras, ed. de M. Artigas, San Sebastián, Biblioteca Nueva, 1936; Poesías, ed. de J. Campos, Valencia, Tipografía Moderna, 1940; Coplas, ed. de E. Nadal, Barcelona, Yunque, 1940; Martín de Riquer, Juan Boscán y su cancionero barcelonés, Barcelona, 1945; J. Boscán, Coplas, sonetos y otras poesías, ed. de M. de Montoliu, Barcelona, Montaner y Simón, 1946; Poesía, ed. de M. Fernández Nieto, Barcelona, Orbis, 1983; Las obras de Boscán de nuevo puestas al día [...], ed. de Carlos Clavería, Barcelona, Promociones y Publicaciones Universitarias, Barcelona, 1993; Obras completas, ed. de Martín de Riquer, Antoni Comas y Joaquín Molas, Barcelona, Facultad de Filología, 1957; J. Boscán y Garcilaso de la Vega, Obras completas, ed. de Carlos Clavería, Madrid, Turner-Biblioteca Castro, 1995; J. Boscán, Obra Completa, ed. de Carlos Clavería, Cátedra, Madrid, 1999).